# Кубанский бассейновый округ

Бассейн реки Кубань

Кубанский бассейновый округ — один из 20 бассейновых округов России (согласно ст.28 Водного Кодекса).
Появился в 2006 году с целью выделения особой области использования и охраны водных объектов — речных бассейнов притоков Азовского моря (особенно реки Кубань) и связанных с ними подземных водных объектов.
Цифровой код — 06.
- 06 — Кубанский бассейновый округ
- 06.01 — Реки бассейна Азовского моря междуречья Кубани и Дона
  - 06.01.00 — Реки бассейна Азовского моря междуречья Кубани и Дона
    - 06.01.00.001 — Ея
    - 06.01.00.002 — Бейсуг
    - 06.01.00.003 — Кирпили
- 06.02 — Кубань
  - 06.02.00 — Кубань
    - 06.02.00.001 — Кубань от истока до г. Усть-Джегута[1]
    - 06.02.00.002 — Малый Зеленчук
    - 06.02.00.003 — Большой Зеленчук
    - 06.02.00.004 — Кубань от г. Усть-Джегута до г. Невинномысск без рр. Б. и М. Зеленчук
    - 06.02.00.005 — Уруп
    - 06.02.00.006 — Кубань от г. Невинномысск до г. Армавир без р. Уруп
    - 06.02.00.007 — Лаба от истока до впадения р. Чамлык
    - 06.02.00.008 — Чамлык
    - 06.02.00.009 — Лаба от впадения р. Чамлык до устья
    - 06.02.00.010 — Кубань от г. Армавир до г. Усть-Лабинск без р. Лаба
    - 06.02.00.011 — Белая
    - 06.02.00.012 — Пшиш
    - 06.02.00.013 — Кубань от г. Усть-Лабинск до Краснодарского г/у без рр. Белая и Пшиш
    - 06.02.00.014 — Кубань от Краснодарского г/у до впадения р. Афипс
    - 06.02.00.015 — Афипс, в том числе Шапсугское в-ще
    - 06.02.00.016 — Кубань от впадения р. Афипс до Тиховского г/у
    - 06.02.00.017 — Протока от истока (Тиховский г/у) до устья
    - 06.02.00.018 — Водные объекты бассейна Крюковского в-ща
    - 06.02.00.019 — Водные объекты бассейна Варнавинского в-ща
    - 06.02.00.020 — Варнавинский Сбросной канал
    - 06.02.00.021 — Кубань от Тиховского г/у до устья и другие реки бассейна Азовского моря в дельте р. Кубань
- 06.03 — Реки бассейна Чёрного моря
  - 06.03.00 — Реки бассейна Черного моря[2]
    - 06.03.00.001 — Реки бассейна Черного моря от мыса Панагия до восточной границы р. Джанхот
    - 06.03.00.002 — Реки бассейна Черного моря от западной границы бассейна р. Пшада до восточной границы р. Дедеркай
    - 06.03.00.003 — Реки бассейна Черного моря от западной границы бассейна р. Шепси до р. Псоу (граница РФ с Грузией)